# Gymnasium
Pour les articles homonymes, voir gymnase.
Gymnasium, désigne dans de nombreux pays un établissement scolaire, généralement secondaire. Il s'agit d'un mot latin, utilisé en allemand /ɡʏmˈnaːzi̯ʊm/  et d'autres langues, qui vient du grec ancien « γυμνάσιον » (gymnásion). En général, ce terme est l'équivalent, dans les pays germanophones et en Suisse alémanique, du mot lycée. Dans certains cantons de Suisse romande, on utilise le mot « gymnase » pour désigner ce type d'établissement, bien que dans le sport, le mot gymnase désigne un lieu réservé aux activités physiques. En Allemagne, on utilise le mot gymnasium. 

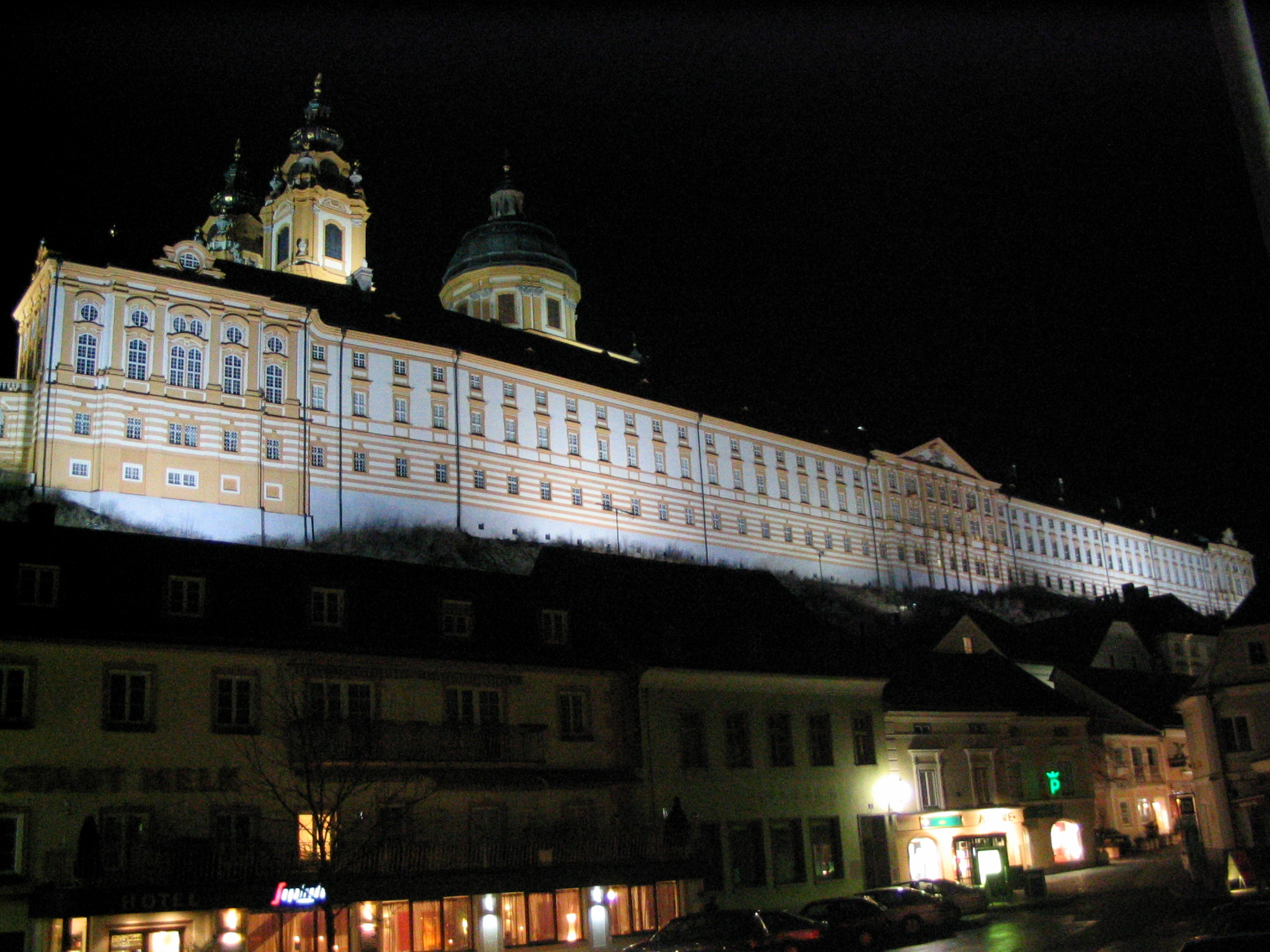
L'école de l'abbaye de Melk.

Le Gymnase Jean-Sturm de Strasbourg est le seul établissement secondaire français qui porte le nom de gymnase, car il est l'héritier du gymnasium protestant fondé en 1538.

## Dans les pays de langue allemande
Le Gymnasium est l’équivalent allemand et autrichien et suisse alémanique des établissements d'éducation secondaire. Les élèves allemands et autrichiens de niveau suffisant y vont à l’âge de 11 ans et en ressortent avec l’Abitur en Allemagne, et la Matura en Autriche, l’équivalent du baccalauréat français, de la maturité suisse ou du Certificat d'enseignement secondaire supérieur (CESS) belge, à l’âge de 19 ans (18 ans en Autriche).

### En Allemagne
Depuis le début des années 2000, dans la plupart des Länder en Allemagne, on a expérimenté le raccourcissement de 9 à 8 années de Gymnasium : les élèves passent l’Abitur en douze ans au lieu de treize. L'Allemagne se serait ainsi alignée sur la plupart des lycées européens. Cependant, un certain nombre de Länder, devant les problèmes que cette réforme induit, reviennent depuis la fin des années 2010 au système du G9 (Gymnasium en 9 ans) totalement ou partiellement. 
Les élèves allemands ont moins d'heures de cours que leurs voisins français. Les cours sont généralement dispensés le matin. L'après-midi est libre et les élèves y ont la possibilité de participer à des ateliers (Arbeitsgemeinschaft) encadrés par des enseignants tels que la photographie, la programmation, le théâtre, le sport.
L'étude PISA établit un classement international des pays de l'OCDE concernant les performances des élèves âgés de 15 ans pour les enseignements théoriques fondamentaux comme les mathématiques ou la maîtrise de la langue. L'Allemagne y était relativement mal classée au début des années 2000, ce qui a suscité d'importants débats et a amené certains Länder à modifier leur système scolaire. Au niveau du Gymnasium, ces réformes se sont traduites par l'apparition des cours l'après-midi.

### En Suisse
En Suisse, dans certains cantons, on utilise le terme gymnase (en français) ou Gymnasium (en allemand) pour désigner un établissement d’enseignement secondaire du deuxième cycle. C'est le cas notamment des cantons de Vaud et de Berne. Dans les cantons de Neuchâtel et du Jura, on parle de lycée. Les cantons de Genève et de Fribourg utilisent le terme collège. Le canton du Valais préfère lycée-collège. Dans les cantons alémaniques, on rencontre aussi, à côté de Gymnasium, les appellations de Kantonsschule, Mittelschule et Maturitätsschule, le terme le plus fréquent étant Kantonsschule. Le canton du Tessin, quant à lui, utilise le terme liceo cantonale.

## En Europe centrale et orientale
En Pologne, le terme gimnazjum désigne depuis 1999 les établissements plus ou moins équivalents aux collèges français, comportant trois classes entre l'école primaire (six classes) et le lycée (trois classes), pour les élèves de 13 à 16 ans. Il se termine par un diplôme de fin de gimnazjum (comparable au diplôme national du brevet en France). Avant la Seconde Guerre mondiale, ce terme désignait l'équivalent des lycées (aujourd'hui liceum en polonais).
En République tchèque, en Hongrie et en Slovaquie, les établissements scolaires secondaires dénommés gymnázium correspondent à un établissement d'études secondaires d'enseignement général. La durée standard de la scolarité y est de quatre ans, mais il existe des filières où l'accès se fait à un plus jeune âge avec cinq à huit années de scolarité.
Sous l'Empire russe, les gymnases (гимназия, guimnazia) du XVIIIe siècle à la révolution de 1917 étaient l'équivalent des petits et grands lycées classiques français ou allemands avec étude du latin obligatoire, jusqu'au baccalauréat.

## En Europe du Nord

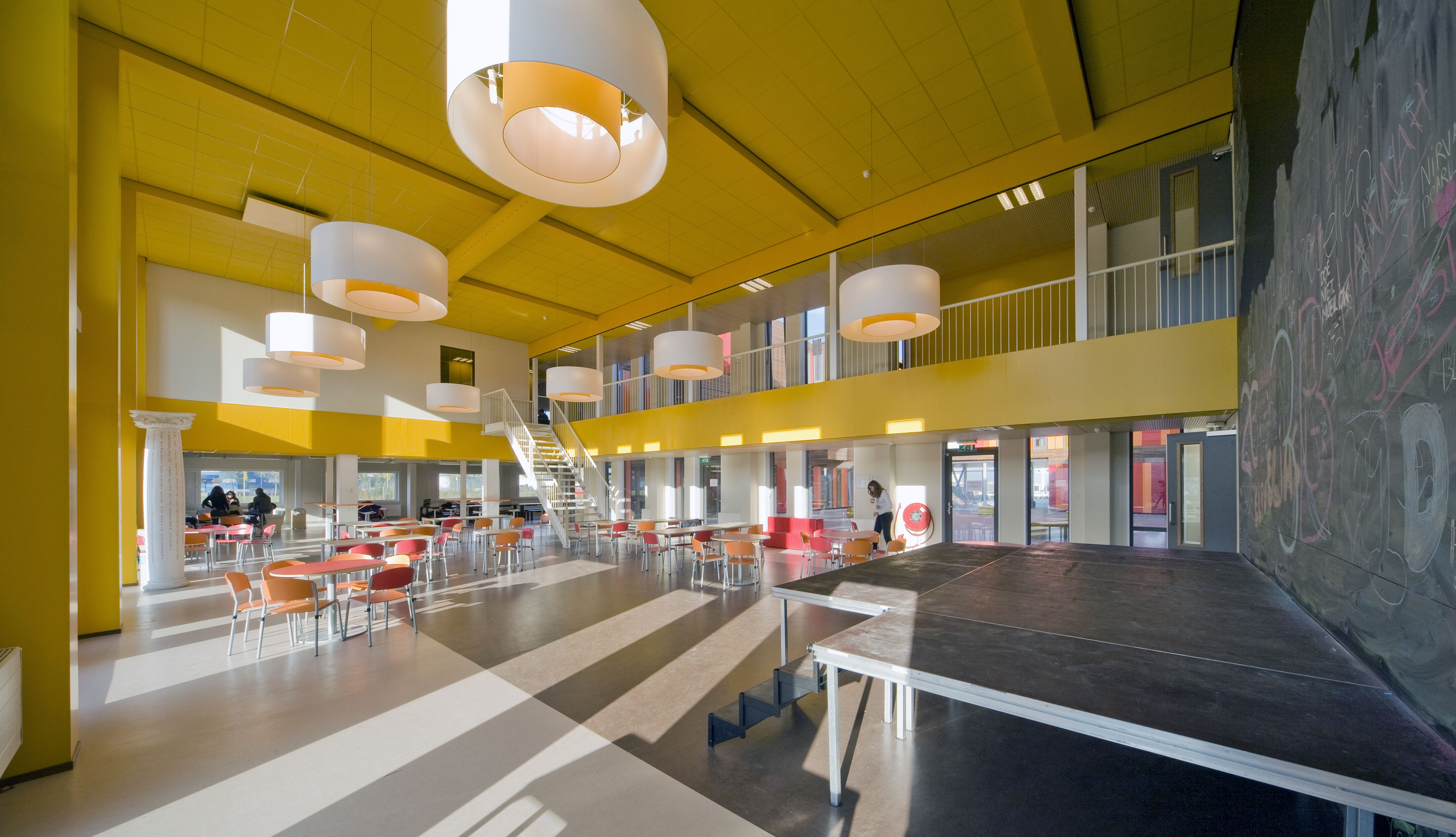
Un gymnasium néerlandais, à Amsterdam.

En Suède, le gymnasium est l'établissement d'éducation secondaire. Les élèves y entrent généralement à l’âge de 15 ou 16 ans, et y terminent à l’âge de 18 ou 19 ans avec le Studentexamen, diplôme permettant l'accès aux études universitaires. Aux Pays-Bas, le gymnasium correspond à tout le cycle secondaire, avec l’apprentissage obligatoire du latin et du grec. Les programmes enseignés varient (programmes nationaux pour la préparation aux études spécifiques), et le temps passé en élémentaire et au secondaire est plus long, le lycée n'existant pas.